# Io sto con la sposa
Io sto con la sposa è un film documentario del 2014 diretto da Antonio Augugliaro, Gabriele Del Grande e Khaled Soliman Al Nassiry, girato interamente in arabo.

## Trama
Un poeta palestinese e un giornalista italiano aiutano cinque profughi siriani e palestinesi, arrivati a Milano dopo essere sbarcati a Lampedusa, a raggiungere la Svezia senza essere arrestati dalle autorità. Coinvolgendo allora anche una giovane ragazza siriana con passaporto tedesco il gruppo inscena un corteo nuziale, visto che "nessuno oserebbe mai fermare un corteo nuziale". E così, durante il viaggio di quattro giorni tra Milano e Stoccolma, passando per la Francia, il Lussemburgo, la Germania e la Danimarca, i protagonisti raccontano le loro storie e i loro sogni sperando soprattutto in un futuro senza più né guerre né frontiere.

## Produzione
Dopo aver concluso le riprese, i realizzatori del film hanno avviato il 18 maggio 2014 una campagna di crowdfunding sul sito Indiegogo per finanziare e finire la post-produzione del film entro il 16 luglio 2014, in tempo per candidarlo alla 71ª Mostra internazionale d'arte cinematografica di Venezia e per fare in modo di distribuirlo nelle sale italiane nell'ottobre dello stesso anno.
Una settimana prima della chiusura della campagna questa aveva già superato i 75.000 euro necessari e alla chiusura di essa, il 16 luglio, aveva raccolto 98.151 euro.

## Distribuzione
Il primo trailer del film, realizzato per pubblicizzare il crowdfunding, è stato diffuso il 18 maggio 2014 mentre quello ufficiale è stato diffuso il 28 agosto 2014.
Il film è stato presentato in anteprima fuori concorso nella sezione "Orizzonti" della 71ª Mostra internazionale d'arte cinematografica di Venezia il 4 settembre 2014 ed è stato distribuito nelle sale italiane a partire dal 9 ottobre 2014.
Il film è stato trasmesso tre volte tra il 13 e il 14 giugno 2015 su Sky TG24 e su Sky Arte HD. Il 22 aprile 2017 è stato trasmesso su Rai3 a seguito della mobilitazione per il rilascio di Gabriele Del Grande, trattenuto in Turchia.
Il film inoltre è stato proiettato in Piazza Maggiore a Bologna l'11 luglio 2015 per la rassegna promossa dalla Cineteca di Bologna Sotto le stelle del cinema.

## Accoglienza
Il film ha avuto un ottimo successo nelle sale guadagnando solo nella prima settimana 2.356 euro e 230.000 euro nel primo mese, superando, tra gli altri, anche il film Palma d'oro al Festival di Cannes Il regno d'inverno - Winter Sleep. I soddisfacenti guadagni hanno permesso la distribuzione del film in altre 18 sale oltre le 24 precedenti. Uno dei registi, Antonio Augugliaro, ha dichiarato di essere soddisfatto del successo del film. Complessivamente il film ha incassato 300.000 euro con 52.800 presenze nei cinema delle 117 città dove è stato distribuito. Grazie a questo insperato successo il film è stato acquistato dalla casa di distribuzione Film Transit, per essere distribuito in tutto il mondo.

## Riconoscimenti
- 2015 - Premio del público
  - Certamen de Cine de Viajes del Ocejón (Spagna)
- 2015 - David di Donatello
  - Nomination Miglior documentario di lungometraggio
- 2015 - Nastro d'argento
  - Segnalazione speciale per il miglior docufilm
- 2015 - Globi d'oro
  - Nomination Miglior musica